# دفترچه خاطرات (فیلم ۲۰۱۹)
دفترچه خاطرات (به هندی: Notebook) یک فیلم درام عاشقانه هندی به زبان هندی محصول سال ۲۰۱۹ به کارگردانی نیتین کاکار و تهیه‌کنندگی سلمان خان تحت برند سلمان خان فیلمز و همچنین مراد خاتانی و آشوین واردی تحت استودیوهای Cine1 است. این فیلم بازسازی فیلم تایلندی «دفتر خاطرات معلم» (۲۰۱۴) است و بازیگران تازه‌کاری چون زاهیر اقبال و پرانوتان بهل، دختر بازیگر معروف مونیش بهل، در آن به ایفای نقش پرداخته‌اند. «دفترچه خاطرات» داستان یک افسر جوان ارتش بازنشسته را روایت می‌کند که برای نجات مدرسه پدرش از تعطیلی به عنوان معلم به آنجا می‌پیوندد و پس از خواندن یادگاری‌های به جا مانده از معلم قبلی که در کشوها باقی مانده است، عاشق او می‌شود. این فیلم در ۲۹ مارس ۲۰۱۹ اکران شد و با نقدهای متفاوتی از سوی منتقدان مواجه شد که از بازی بازیگران اصلی تحسین کردند.

## داستان
کبیر کائول، یک افسر جوان بازنشسته ارتش، تصمیم می‌گیرد که در مدرسه قدیمی پدرش، مدرسه عمومی ولار، به تدریس بپردازد، زیرا در صورت نبود معلم، مدرسه بسته خواهد شد. او در مدرسه دفتر خاطراتی را در کشوی میز پیدا می‌کند که توسط معلم قبلی، فردوس قدری، جا مانده است. پس از رسیدن کبیر، کودکان دوباره به مدرسه بازمی‌گردند، اما در ابتدا از او نافرمانی می‌کنند و کبیر به این نتیجه می‌رسد که توانایی تدریس را ندارد. اما با خواندن دفتر خاطرات فردوس، او اعتماد به نفس پیدا می‌کند و تصمیم می‌گیرد که تلاش خود را ادامه دهد.
دوست‌دختر کبیر از او جدا می‌شود و با مردی جدید رابطه برقرار می‌کند، زیرا او باور دارد که کبیر دیگر برای ازدواج با او مناسب نیست، چون ارتش را ترک کرده است. کبیر دل‌شکسته می‌شود، اما در میان کودکان مدرسه و دفتر خاطرات فردوس آرامش پیدا می‌کند و در آن یادداشت‌هایی می‌نویسد. او دربارهٔ عمران، یکی از دانش‌آموزان مدرسه، می‌آموزد که پدرش، یعقوب، می‌خواهد او به جای حضور در مدرسه به کارهای خانه کمک کند. کبیر با کمک دفتر خاطرات، موفق می‌شود عمران را به مدرسه بازگرداند. پس از آگاهی از اینکه فردوس در حال ازدواج است، کبیر تصمیم می‌گیرد دفتر خاطرات او را بسوزاند، اما در لحظه‌ای از شهود، آن را دوباره برمی‌گرداند.
در روز عروسی‌اش، فردوس متوجه می‌شود که نامزدش به او خیانت کرده و زن دیگری از او باردار است. او ازدواج را لغو کرده و به مدرسه عمومی ولار بازمی‌گردد. کودکان از بازگشت او خوشحال می‌شوند، اگرچه کبیر رفته است. فردوس دفتر خاطراتش را در همان کشویی پیدا می‌کند که یک سال پیش آن را گذاشته بود و یادداشت‌های کبیر را می‌خواند. کبیر نوشته بود که عاشق نویسنده دفتر شده و درس‌های ارزشمندی از آن آموخته است. فردوس با کنجکاوی از مدیر مدرسه دربارهٔ کبیر سؤال می‌کند، همان‌طور که کبیر پیش‌تر دربارهٔ او پرسیده بود. مدیر به او می‌گوید که کبیر برای گذراندن دوره آموزش معلمی رفته است. در پایان، فردوس به یعقوب، پدر عمران، که می‌خواهد او را از مدرسه ببرد، برخورد می‌کند. یعقوب کبیر را تهدید به تیراندازی می‌کند و او را می‌زند، اما با درک اشتباه خود، اسلحه را پایین می‌آورد. در نهایت، فردوس بچه‌ها را به خانه می‌فرستد تا بتواند با کبیر که عاشق او شده، صحبت کند و وقت بگذراند.